# مگان صدف
مگان صدف (انگلیسی: Megan Oyster؛ زادهٔ ۳ سپتامبر ۱۹۹۲) بازیکن فوتبال اهل ایالات متحده آمریکا است.
از باشگاه‌هایی که در آن بازی کرده‌است می‌توان به واشینگتن اسپیریت و شیکاگو رد استارز اشاره کرد.
وی همچنین در تیم‌های ملی فوتبال United States women's national under-17 soccer team, United States women's national under-20 soccer team، و زنان ایالات متحده آمریکا بازی کرده‌است.